# غريك كلازورا
غريك كلازورا (بالإنجليزية: Greg Klazura)‏ (27 يناير 1989 بروكفورد في الولايات المتحدة - ) هو لاعب كرة قدم أمريكي في مركز الدفاع. لعب مع فانكوفر وايتكابس وIndiana Invaders ‏ وBantu Tshintsha Guluva Rovers F.C. ‏ وVancouver Whitecaps FC U-23 ‏.

## وصلات خارجية
- غريك كلازورا على موقع الدوري الأمريكي (الإنجليزية)
- غريك كلازورا على موقع قاعدة بيانات كرة القدم.إي يو (الإنجليزية)